# Костина-Кассанелли, Наталья Николаевна
Наталья Николаевна Костина-Кассанелли (р. 2 сентября 1961 г., Харьков, Украина) — украинская русскоязычная писательница, в 2013 году попала в десятку самых успешных писателей Украины по версии журнала «Фокус».

## Биография
Закончила архитектурный факультет Харьковского инженерно-строительного института (Харьковский национальный университет строительства и архитектуры) в 1987 г. После окончания работала по специальности архитектором. Замужем, есть дети, а также внучка.
В настоящее время успешно занимается литературным творчеством. Некоторое время сотрудничала с издательством «Эксмо», публиковала статьи в ряде журналов. Творческий псевдоним — Наталья Костина.
В сфере художественной литературы дебютировала с детективным романом «Всё будет хорошо», выпущенным издательством «Клуб семейного досуга» в 2011. Этот роман является первым из цикла, ныне включающего ещё пять книг.
В 2013 году Костиной-Кассанелли был написан роман в жанре психологического триллера «Привет, это я!», который номинировался на Международную Русскую литературную премию и вошёл в лонг-лист (8-е место). Опубликован в 2017 году под названием "Больше, чем одиночество".
В 2015 году издательством «Клуб семейного досуга» был выпущен роман «Билет в одну сторону».
Также Костина-Кассанелли является автором и составителем многих популярных и познавательных книг.
Имеется ряд публикаций в журнале «Личности».

### Познавательная литература
1. 2011 «Насекомые», детская энциклопедия[9]
2. 2011 «Эти удивительные животные», детская энциклопедия
3. 2011 «Динозавры. 45 интересных фактов», детская энциклопедия
4. 2011 «Рыбы. 45 интересных фактов», детская энциклопедия
5. 2011 «Морские животные. 45 интересных фактов», детская энциклопедия
6. 2011 «Удивительные растения. 45 интересных фактов», детская энциклопедия
7. 2011 «Удивительные животные. 45 интересных фактов», детская энциклопедия
8. 2011 «Подводный мир. 45 интересных фактов», детская энциклопедия
9. 2011 «Цветы. 45 интересных фактов», детская энциклопедия
10. 2011 «Новый год. 45 интересных фактов», детская энциклопедия
11. 2011 «Страны и народы», энциклопедия
12. 2012 «Цветники, клумбы, цветочные бордюры», сборник
13. 2013 «Фикусы, драцены, монстеры и другие декоративно-лиственные комнатные растения», сборник
14. 2013 «Фиалки, орхидеи, азалии и другие красивоцветущие комнатные растения», сборник
15. 2013 «Пальмы, кактусы, папоротники и другие экзотические комнатные растения», сборник
16. 2015 "200 таинственных и загадочных мест планеты", сборник
17. 2015 "100 историй великой любви", сборник
18. 2015 "Красивоцветущие и декоративные растения", сборник
19. 2015 "Комнатные деревья и кустарники", сборник
20. 2015 "Вьющиеся растения и лианы", сборник
21. 2015 "Выращиваем лекарственные и пряные травы на участке, балконе, подоконнике. Советы по посадке, сбору и применению", сборник
22. 2016 "Очищаем сосуды, суставы, печень, кровь. 1000 народных способов лечения", сборник
23. 2016 "Универсальный календарь садовода-огородника", календарь
24. 2016 "Оракул-предсказатель на каждый день", сборник
25. 2017 "Секреты раннего урожая. Все о парниках, теплицах и подготовке семян", сборник
26. 2017 "Многолетники в вашем саду. Полный справочник по уходу и разведению", справочник

### Художественная литература
1. 2011 «Всё будет хорошо», роман
2. 2018 "Всё, что мы ещё скажем", роман
3. 2012 «Верну любовь. С гарантией», роман
4. 2012 «Слишком личное», роман
5. 2013 «Яд желаний», роман
6. 2015 «Билет в одну сторону», роман
7. 2016 «Только ты», роман
8. 2016 "Он и она. Истории любви по письмам читателей", сборник
9. 2017 «Больше чем одиночество», роман
10. 2018 "Всё, что мы ещё скажем", роман
11. 2018 "Новогодние истории", рассказ "Лотерея" в сборнике
12. 2018 "Последняя Золушка", роман
13. 2019 "Поговори со мной", роман
14. 2019 "Я знаю, как ты дышишь", роман